# Unsolved Suburbia
Unsolved Suburbia è un film del 2010 diretto da Cheetah Gonzalez ed uscito direttamente in home video.

## Trama
Marty, studente liceale gay, insieme all'amico Jake si mette ad indagare per scoprire chi è che vuole uccidere l'amante del suo amico Thomas.

## Colonna sonora
- Don't Ask - Jeremy Rath
- Goin' Out - Jeremy Rath
- Can You Feel That - A.J. Frere